# Seltz (Luxembourg)
Pour les articles homonymes, voir Seltz (homonymie).
Seltz (en luxembourgeois : Selz ) est une localité de la commune luxembourgeoise de Tandel située dans le canton de Vianden.